# Đồng Hới

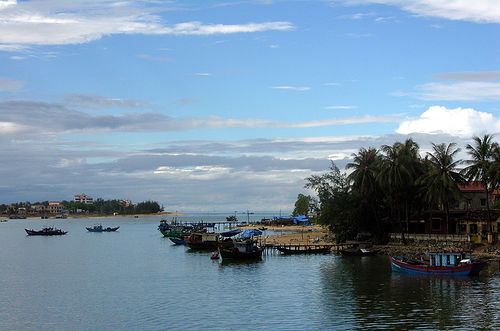
Nhat-Le-Fluss in Dong Hoi

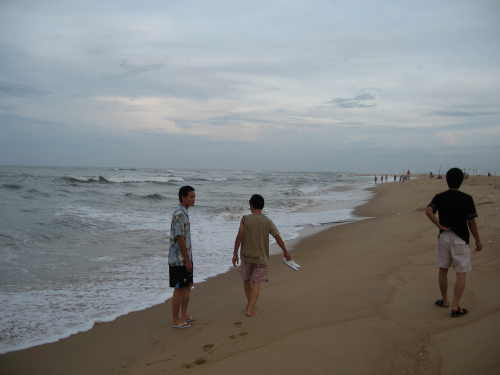
Nhat Le Beach

Dong Hoi (vietnamesisch Đồng Hới) ist die Hauptstadt der Provinz Quảng Bình in Zentral-Vietnam. Es liegt ungefähr 500 km südlich von Hanoi, 260 km nördlich von Đà Nẵng und 1200 km nördlich von Ho-Chi-Minh-Stadt, 50 km südlich von Phong Nha-Ke Bang Nationalpark, UNESCO-Weltnaturerbe. Die Stadt befindet sich an der schmalsten Stelle Vietnams, das hier von der See bis zur Westgrenze nur 40 km misst. In Dong Hoi leben 130.000 Personen (2005), die Stadtfläche beträgt 154,54 Quadratkilometer. 
Die Provinz liegt zwischen Laos im Westen und dem Südchinesischen Meer im Osten. Nördlich grenzt der Distrikt Bố Trạch und im Süden der Distrikt Quảng Ninh an die Provinz Quảng Bình.

## Stadtgliederung
Dong Hoi ist in 10 phường und 6 xã unterteilt.
| No. | Name          | Vietnamesisch        | Einwohner | Fläche in km² |
| --- | ------------- | -------------------- | --------- | ------------- |
| 1.  | Bac Ly        | Phường Bắc Lý        | 13.536    | 10,19         |
| 2.  | Bac Nghia     | Phường Bắc Nghĩa     | 6981      | 7,76          |
| 3.  | Dong My       | Phường Đồng Mỹ       | 2653      | 0,58          |
| 4.  | Dong Phu      | Phường Đồng Phú      | 8016      | 3,81          |
| 5.  | Dong Son      | Phường Đồng Sơn      | 8815      | 19,65         |
| 6.  | Duc Ninh Dong | Phường Đức Ninh Đông | 4726      | 3,13          |
| 7.  | Hai Dinh      | Phường Hải Đình      | 3808      | 8,822         |
| 8.  | Hai Thanh     | Phường Hải Thành     | 4774      | 2,45          |
| 9.  | Nam Ly        | Phường Nam Lý        | 11.579    | 3,9           |
| 10. | Phu Hai       | Phường Phú Hải       | 3440      | 3,06          |
| 11. | Bao Ninh      | Xã Bảo Ninh          | 8538      | 16,3          |
| 12. | Duc Ninh      | Xã Đức Ninh          | 7526      | 5,21          |
| 13. | Loc Ninh      | Xã Lộc Ninh          | 8407      | 13,4          |
| 14. | Nghia Ninh    | Xã Nghĩa Ninh        | 4508      | 16,22         |
| 15. | Quang Phu     | Xã Quang Phú         | 3106      | 3,23          |
| 16. | Thuan Duc     | Xã Thuận Đức         | 3738      | 45,28         |

## Tourismus
Dong Hoi ist für seinen feinen Sandstrand bekannt. 50 km nördlich der Stadt liegt der Nationalpark Phong Nha-Ke Bang, der zum Weltnaturerbe der UNESCO zählt, und in dem auch Höhlenforschung betrieben wird. Dong Hoi ist durch die Nationale Autobahn 1A („Ho Chi Minh Highway“) und mit der Eisenbahn über die Hanoi-Linie von Ho-Chi-Minh-Stadt aus zu erreichen. Es hat auch einen Flughafen. Es gibt dort mehrere Hotels unterschiedlicher Kategorie.

## Industrielle Entwicklung
Es gibt einen Hochseeschifffahrtshafen, namens Hon La Hafen (Vietnamesisch: Cảng Hòn La), der Schiffe mit bis zu 50.000 Bruttoregistertonnen aufnehmen kann. Außerdem gibt es zwei Industriegebiete. 

## Geschichte
Der Ort, an dem jetzt Dong Hoi liegt, war in der Geschichte lange Zeit zwischen dem Champa-Reich und den Dai Viet umstritten. Es wurde offiziell Territorium der Dai Viet, als eine Prinzessin von Tran Huyen in die Familie der Dai Viet einheiratete. Während der Kriege von Trinh und Nguyen (1588–1775) war Vietnam in zwei Teile geteilt: Dang Trong im Süden und Dang Ngoai im Norden. Hoi wurde eine wichtige Grenzfestung des südlichen Reiches. Der Dong Hoi Wall (vietnamesisch: Thành Đồng Hới) wurde als Schutzwall vor Angriffen durch die nördlichen Herrscher errichtet. Im Indochina-Krieg wurde Hoi als Stützpunkt der französischen Luftstreitkräfte genutzt. Während des Vietnamkrieges wurde die Stadt schwer durch amerikanische B-52-Bomber zerstört. 1990 wurde die Provinz Binh Tri Thien in drei Provinzen geteilt, und Dong Hoi wurde Hauptstadt der Provinz Quang Binh.